# جوديث سكوت (ممثلة)
جوديث سكوت (بالإنجليزية: Judith Scott)‏ هي ممثلة أمريكية، ولدت في القرن العشرين في فورت براغ ‏ في الولايات المتحدة.

## أعمال

### أفلام
- (2005) خطة رحلة
- (2005) خمن من[1]

## وصلات خارجية
- جوديث سكوت على موقع IMDb (الإنجليزية)
- جوديث سكوت على موقع ألو سيني (الفرنسية)
- جوديث سكوت على موقع أول موفي (الإنجليزية)
- جوديث سكوت على موقع قاعدة بيانات الأفلام السويدية (السويدية)
- جوديث سكوت على موقع قاعدة بيانات الفيلم (الإنجليزية)